# Футчер, Пол
Пол Футчер (англ. Paul Futchers; 25 сентября 1956, Честер — 23 ноября 2016 или 24 ноября 2016, Шеффилд, Йоркшир и Хамбер) — английский футболист и футбольный тренер, играл на позиции центрального защитника. Брат-близнец Рона Футчера

## Биография

### Игровая карьера
Футчер начинал карьеру в клубе «Честер Сити», в котором в течение недолгого времени играл его старший брат Грэм. Сыграв 20 матчей за «Честер», летом 1974 года он перешёл в клуб Первого дивизиона «Лутон Таун»; сумма трансфера составила 100 тысяч фунтов стерлингов. Вскоре из «Честера» в состав «шляпников» перешёл брат-близнец Пола Рон Футчер.
За «Лутон Таун» Пол сыграл за три сезона 131 матч в Первом и Втором дивизионах и забил 1 гол. Став одним из ключевых игроков обороны этой команды, в июне 1978 года перешёл в «Манчестер Сити»; сумма трансфера составила 350 тысяч фунтов стерлингов и стала рекордной в истории «горожан» в то время. В составе «Сити» он конкурировал за место в основе с Томми Бутом, но затем потерял место в стартовом составе «горожан».
Затем он играл за «Олдем Атлетик» и «Дерби Каунти», а в 1983 году перешёл в «Барнсли». За «дворняг» Футчер отыграл шесть сезонов, сыграв в общей сложности 230 матчей и не отметившись забитыми мячами. В 1990 году присоединился к клубу «Галифакс Таун», но после недолгого пребывания в этой команде перешёл в «Гримсби Таун». В «моряках» он отыграл три сезона, став одним из ключевых игроков команды, в составе которой признавался болельщиками в 1991 и 1992 годах Игроком года.
В 1994 году переехал в Ирландию, где играл за «Дандолк» в течение одного сезона. Вернувшись в Англию, играл за клубы низших лиг «Дройлсден», «Гресли Роверс» и «Саутпорте», в котором в 2000 году завершил карьеру в возрасте 44 лет.

### Смерть
Скончался 23 ноября 2016 года в Шеффилде в возрасте 60 лет от рака.